# Kuolema Tekee Taiteilijan
Singles de Nightwish
Wish I Had an Angel
(2004) The Siren
(2005)
Kuolema Tekee Taiteilijan est un single et troisième extrait de l'album Once du groupe Nightwish. Il est sorti en novembre 2004 et a été composé par Tuomas Holopainen. La chanson est entièrement interprétée en finnois par Tarja Turunen.